# Marosi Gyula
Marosi Gyula (Budapest, 1941. március 20.) József Attila-díjas magyar író, dramaturg, forgatókönyvíró. A József Attila Kör alapító tagja.

## Életpályája
1961-1969 között az Akadémiai Kiadó tördelőszerkesztője volt. 1966 óta jelennek meg művei. 1971-ben a Kortárs folyóirat munkatársa volt. 1971-1976 között szabadfoglalkozású íróként tevékenykedett. 1973-ban a József Attila Kör titkára volt. 1976-1978 között a Mozgó Világ folyóirat prózarovatát vezette. 1978-2001 között a Magyar Televízió dramaturgja volt.

## Művei
- A hétszázadik napon; Szépirodalmi Kiadó, Budapest, 1970
- Motívumnak jó lesz; Szépirodalmi Kiadó, Budapest, 1976
- Mélyütés; Szépirodalmi Kiadó, Budapest, 1980
- A nílusi krokodil. Elbeszélések, novellák; Magyar Napló, Budapest, 2011
- A Dunánál. Elbeszélések és novellák; Magyar Napló–Írott Szó Alapítvány, Budapest, 2014
- Generalisszimusz az Akácfa utcában. Elbeszélések és novellák; Magyar Napló, Budapest, 2016
- Az ifjúság tört szárnyú madara. Elbeszélések és novellák; Magyar Napló, Budapest, 2020

## Filmjei

### Színészként
- Az óriás (1984)

### Forgatókönyvíróként
- Horizont (1971)
- A szerelem határai (1973)
- Haladék (1980)
- Minden szerdán (1980)
- Napos oldal (1983)
- Kreutzer szonáta (1987)
- Vakvilágban (1987)
- Égető Eszter (1989)
- Margarétás dal (1989)
- Kölcsey (1989)
- Freytág testvérek 1-5. (1989)
- Fehér kócsagok (1990)
- Julianus barát (1991)
- Egy éj az Arany Bogárban (1992)
- Hello Doki (1996)
- A Szórád-ház (1997)
- Szökés[1] (1997)
- A titkos háború (2002)

### Dramaturgként
- Gaudiopolis – In memoriam Sztehlo Gábor (1989)

## Díjai
- SZOT-díj (1971)
- Móricz Zsigmond-ösztöndíj (1974)
- József Attila-díj (1981)
- Balázs Béla-díj (1997)
- Tekintet-díj (2005)[2]
- Prima díj (2015)